# Чатемская верфь
Чатемская верфь (англ. Chatham Dockyard) — британская королевская верфь на реке Медуэй в графстве Кент. Изначально в середине XVI века она была основана в Чатеме, с XVII века стала основной базой Королевского флота и обросла укреплениями. Впоследствии верфь расширилась до соседнего Джиллингема. В период наибольшего расцвета (в начале XX века), две трети верфи находилась в Джиллингеме, треть — в Чатеме.
История возникновения верфи восходит к XVI веку, когда после Реформации ухудшились отношения с Европейскими католическими странами и возникла необходимость в дополнительных мерах защиты страны. За 414 лет Чатемская верфь поставила более 500 кораблей для Королевского флота и была в авангарде судостроительных, промышленных и архитектурных технологий. На пике своего развития на ней работало более 10 000 квалифицированных работников, а его площадь ее составляла 1,6 квадратных километра. Верфь Чатема была закрыта в 1984 году, но 34 га ее прежней территории были преобразованы в музей и открыты для посетителей.

## Обзор
В 1785 году Джозеф Фарингтон (1747—1821) получил от Военно-морского ведомства заказ на написание панорамы верфи Чатем. Получившаяся в результате этой работы картина, которая сейчас находится в Национальном морском музее, представляет собой подробное изображение верфи, какой она была в эпоху парусного флота; многие из зданий и построек сохранились до наших дней.

## Корабли, сошедшие со стапеля верфи
- HMS Victory